# Luca Sito
Luca Sito, né le 12 mai 2003 à Milan, est un athlète italien spécialiste des épreuves de sprint.

## Biographie
En 2023, il est sacré champion d'Europe espoir du relais 4 × 400 m à Espoo.
Lors des championnats d'Europe 2024 à Rome, il se classe 5e de l'épreuve du 400 m après avoir établi un nouveau record d'Italie en demi-finale en 44 s 75,. Il remporte la médaille d'argent du 4 × 400 m et du 4 × 400 m mixte.

## Palmarès
| Date | Compétition                   | Lieu  | Résultat | Epreuve         | Temps         |
| ---- | ----------------------------- | ----- | -------- | --------------- | ------------- |
| 2023 | Championnats d'Europe espoirs | Espoo | 1er      | 4 × 400 m       | 3 min 2 s 49  |
| 2024 | Championnats d'Europe         | Rome  | 5e       | 400 m           | 45 s 04       |
| 2024 | Championnats d'Europe         | Rome  | 2e       | 4 × 400 m       | 3 min 0 s 81  |
| 2024 | Championnats d'Europe         | Rome  | 2e       | 4 × 400 m mixte | 3 min 10 s 69 |
| 2024 | Jeux olympiques               | Paris | 6e       | 4 × 400 m mixte | 3 min 11 s 84 |
| 2024 | Jeux olympiques               | Paris | 7e       | 4 × 400 m       | 2 min 59 s 72 |

## Records
| Épreuve | Performance  | Lieu | Date        |
| ------- | ------------ | ---- | ----------- |
| 400 m   | 44 s 75 (NR) | Rome | 9 juin 2024 |